# Arrende
Arrende är när en fastighetsägare upplåter nyttjanderätt till exempelvis jord mot vederlag, det vill säga ersättning i form av ett penningvärde, natura eller dagsverke.
Den som arrenderar kallas arrendator. Arrendatorer kallades tidigare ofta brukare, särskilt i jordbrukssammanhang. I historiska sammanhang kan titeln förpaktare användas för dem som t.ex. arrenderade en viss verksamhet i utbyte mot inkomsten av verksamheten, t.ex. av bergslag eller kronoskatter.
I Sverige är andra ersättningsformer än pengar, såsom naturaprestationer eller dagsverken ej giltiga. (Jordabalken 9:29). Arrende hör till de begränsade sakrätter i fast egendom som jordabalken erkänner. Andra sakrätter är hyra, tomträtt och servitut. Arrende räknas som helnyttjanderätt och innebär en exklusiv rätt till marken.
Det finns fyra typer av arrende i Sverige, nämligen jordbruksarrende, bostadsarrende, anläggningsarrende och lägenhetsarrende. Till lägenhetsarrende hör de former av arrende som inte faller in i någon av de andra typerna av arrende.

## Jordbruksarrende
Jordbruksarrende finns av två typer; gårdsarrende och sidoarrende, skillnaden är väsentligen att i gårdsarrendet ingår bostad för arrendatorn, då ju denne inte bara har sin utkomst från arrendestället har han ett mycket starkt besittningsskydd och en eventuell uppsägning tar många år att genomföra.
Att arrendera ut innebär att man hyr ut ett område – vanligen en åker eller ett stycke vatten – som någon brukar för att få avkastning. Betalningen kallas arrende och bestod förr vanligen av en del av skörden (antingen en fast mängd, en andel av skörden eller en kombination därav) och eventuellt även ett belopp. Ibland ingick ett antal dagsverken i den utarrenderandes tjänst i arrendet.
Att arrendera jordbruksmark, som var vanligt i det feodala Europa, förekommer fortfarande, men idag mot kontant betalning till jordägaren. I dag arrenderar självägande bönder ofta tillskottsmark av personer som äger jordbruksmark, men som inte driver eget jordbruk (exempelvis någon som lagt ner sin gård, eller ärvt mark). Detta kallas för sidoarrende och är mycket vanligt, dessa löper vanligen på 1-5 år. Bönder som arrenderar jordbruksmark med bostad (gårdsarrende) förekommer i viss utsträckning, även om jordägarnas tveksamhet inför arrendatorns mycket starka besittningsskydd har gjort det mer ovanligt. Ofta är det stift och liknande institutioner som upplåter gårdsarrenden på långa kontrakt (vanligen 5 eller 10 år).

## Bostadsarrende
Med bostadsarrende avses arrendeupplåtelse som sker för annat ändamål än jordbruk och som berättigar arrendatorn att uppföra eller bibehålla bostadshus på marken. Rättsinstitutet bostadsarrende kom till år 1968 och syftade till att förbättra den rättsliga ställningen för ägare till fritidshus och permanentbostäder som disponerade marken med arrenderätt (sommarstugearrenden och arrendevillor). Avtal om bostadsarrende skall träffas för viss tid, minst fem år, eller för arrendatorns livstid. Uppsägning skall alltid ske för att avtalet skall upphöra att gälla vid arrendetidens utgång. Bostadsarrende är – liksom jordbruksarrende – förenat med besittningsskydd i form av en rätt till förlängning av arrendeavtalet vid arrendetidens utgång.

## Anläggningsarrende
Anläggningsarrende är upplåtelse av jord för annat ändamål än jordbruk och som ger arrendatorn rätt att på den upplåtna marken uppföra eller bibehålla en eller flera byggnader avsedda för förvärvsverksamhet. Det krävs dock att byggnaderna har betydelse för förvärvsverksamheten. Exempel på sådana byggnader är fabriker, lagerhus och bensinstationer.

## Jakt- och fiskearrende
Upplåtelser av jakt och fiske till annan person under en längre tidsperiod kallas ofta i dagligt tal för jaktarrende respektive fiskearrende. Detta är dock en felaktig benämning eftersom dessa upplåtelser inte regleras som arrenden i jordabalken och inte heller ger samma besittningsskydd som till exempel ett jordbruksarrende. Se även jakträtt.
Fiskearrenden avseende yrkesmässigt fiske regleras dock i en egen lagstiftning, Lag (1957:390) om fiskearrenden. Lagen ger arrendatorn såväl ett starkt besittningsskydd som förlängningsrätt. Arrendeavtalen skall skrivas på 5 år. Uppkomna tvister skall regleras av arrendenämnden.

### Fotnoter
1. ↑  Se förpaktare i SAOB
2. ↑  8 kap. 1 § Jordabalken (1970:994)
3. ↑  10 kap. 1 § Jordabalken (1970:994)